# Landgoed De Vlaminckhorst
De Vlaminckhorst is een landgoed grenzend aan de bebouwde kom van het Overijsselse dorp Heino. In 1444 werd deze boerderij in een geschrift genoemd. De boerderij is  in 1695 opnieuw gebouwd en in 1858 vond de laatste verbouwing plaats. Van 1816 tot 2015 was het landgoed in handen van de Zwolse familie Rietberg, die het verpachtte. Tot 1985 werd het verpacht, waarna het in verval raakte. Het landgoed beslaat vijf hectare en wordt in het midden doorkruist door de Vlaminckhorstweg. Het noordelijke deel van het landgoed ligt op een es, een hoger gelegen akker. Op het zuidelijke deel vindt men de boerderij met bijbehorende percelen, bos en weilanden.

## Bebouwing
Het zuidelijke deel van het landgoed met bebouwing bestaat uit de aan de boerderij gebouwde spieker met oorspronkelijk erf. Achter de boerderij ligt een Engelse landschapstuin. In het begin van de achttiende eeuw bestond de tuin uit geometrische patronen in Franse stijl. Aan de oprijlaan en voortuin is dit nog te zien. De achtertuin is in 1858 omgebouwd naar de Engelse stijl en bevindt zich sindsdien nog in dezelfde vorm en uitstraling. Een op het erf aanwezige zwarte houten veeschuur die naast de boerderij staat is nog ouder en dateert van ongeveer 1810.

## Renovatie
In 2015 werd het landgoed overgekocht door de nieuwe bewoners. Met subsidie renoveerden zij de woonboerderij en spieker naar oorspronkelijke stijl uit het bouwjaar. Ook werden het karnhuisje, twee authentieke hooibergen; een hooimijt en een steltenberg volledig opgeknapt of herbouwd. Het openbaar toegankelijke Bouwhuisbos achter de boerderij en spieker kent enkele wandelpaden en biedt zicht op de Engelse tuin en bouwwerken.
De deel van de boerderij kan anno 2020 gebruikt worden als vergader- of expositieruimte. De rest van de boerderij en de spieker worden bewoond.